# H. Dieter Zeh
Pour les articles homonymes, voir Zeh.
Heinz-Dieter Zeh ou H. Dieter Zeh est un physicien théoricien et professeur universitaire allemand. Il est surtout connu pour ses travaux sur la décohérence quantique, dont il est le découvreur. Il a été professeur émérite de l'université de Heidelberg.

## Biographie
Heinz-Dieter Zeh naît le 8 mai 1932 à Brunswick, Allemagne.
Zeh est l'un des scientifiques qui a développé la théorie des observateurs multiples en mécanique quantique et le découvreur de la décohérence quantique (qu'il a décrit dans son article séminal de 1970).
Il meurt le 15 avril 2018.

## Publications
- (en) « On the interpretation of measurement in quantum theory », Foundations of Physics, vol. 1, no 1,‎ 1970, p. 69-76
Article séminal sur la décohérence quantique
- 2000 : (en) The Problem Of Conscious Observation In Quantum Mechanical Description
- 2001 : (en) The Physical Basis of the Direction of Time.  (ISBN 3-540-42081-9)
- 2003 : (en) (avec Erich Joos, Claus Kiefer, Domenico Giulini, Joachim Kupsch et Ion-Olimpiu Stamatescu) Decoherence and the Appearance of a Classical World in Quantum Theory.  (ISBN 3-540-00390-8)